# Honda Fit Shuttle
Honda Fit Shuttle — субкомпактный универсал на базе Honda Fit, продававшийся, в основном, на внутреннем японском рынке. Выпускался с мая 2011 по август 2022 года.

## Первое поколение (GG7/8/GP2; 2011—2015)
Впервые Honda Fit Shuttle был представлен в мае 2011 года. Сборка была перенесена на июнь 2011 года из-за землетрясения и цунами в Японии 11 марта 2011 года. Производство было перенесено с завода компании Honda в Саяме (Сайтама) на завод компании Honda в Судзуке (Миэ) в результате ограничения энергопотребления после землетрясения. В 2012 году Fit Shuttle получил премию «Автомобиль года в Японии».
Honda Fit Shuttle оснащён 1,5-литровым двигателем i-VTEC мощностью 89 кВт (120 л. с.). Также выпускался гибридный автомобиль Honda Fit Shuttle Hibryd, оснащённый 1,3-литровым двигателем с IMA. Переднеприводные автомобили оснащались бесступенчатой трансмиссией, а полноприводные — пятиступенчатой автоматической трансмиссией.
Топливная экономичность была повышена за счёт снижения трения двигателя, сопротивления качению переднего тормоза, улучшения аэродинамики и повышения эффективности управления гибридной системой. Все модели оснащены режимом ECON для повышения реальной экономии топлива. Гибридная версия оснащена системой помощи водителю Eco Assist. Продажи начались 16 июня 2011 года в Японии.

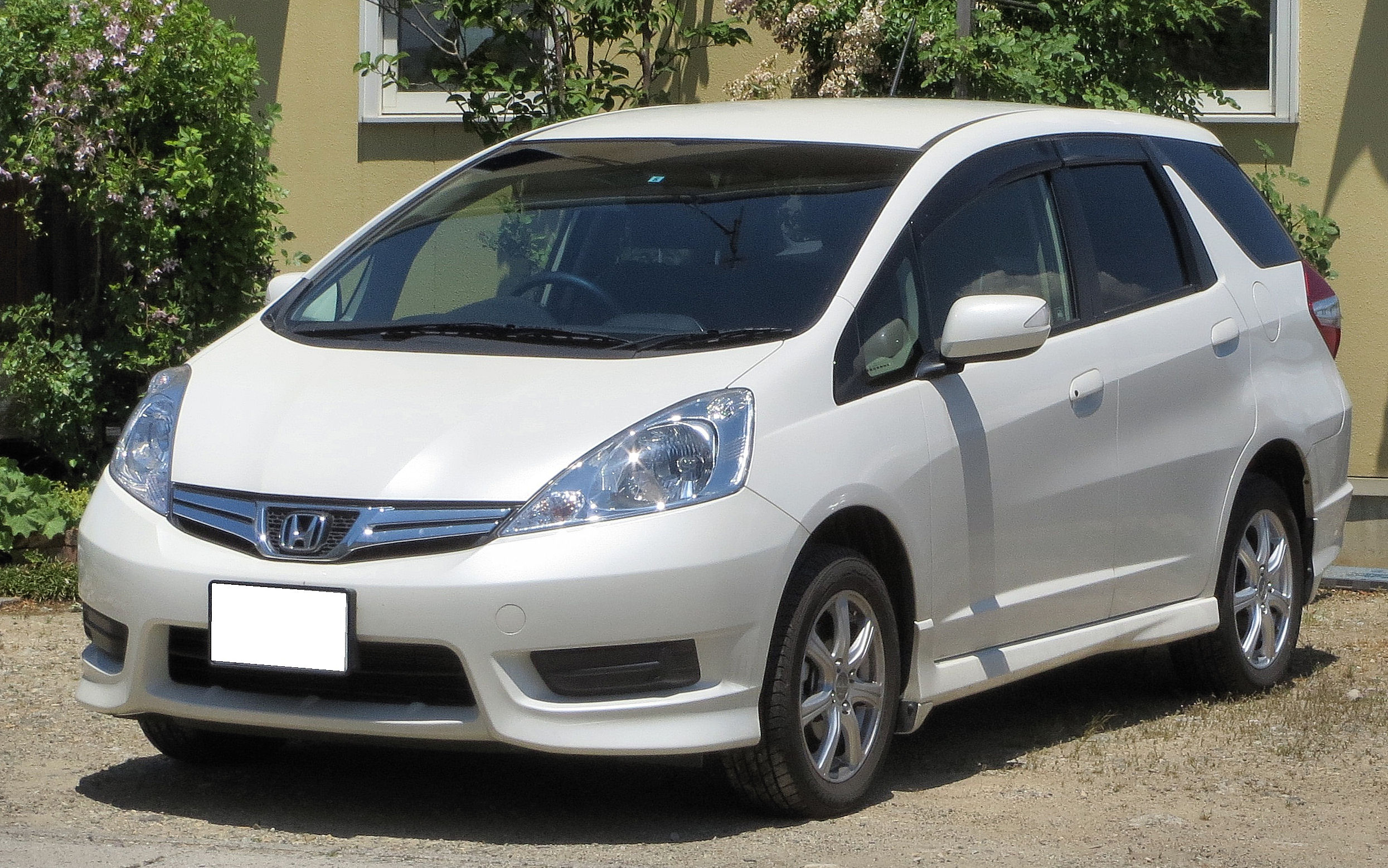
Вид спереди
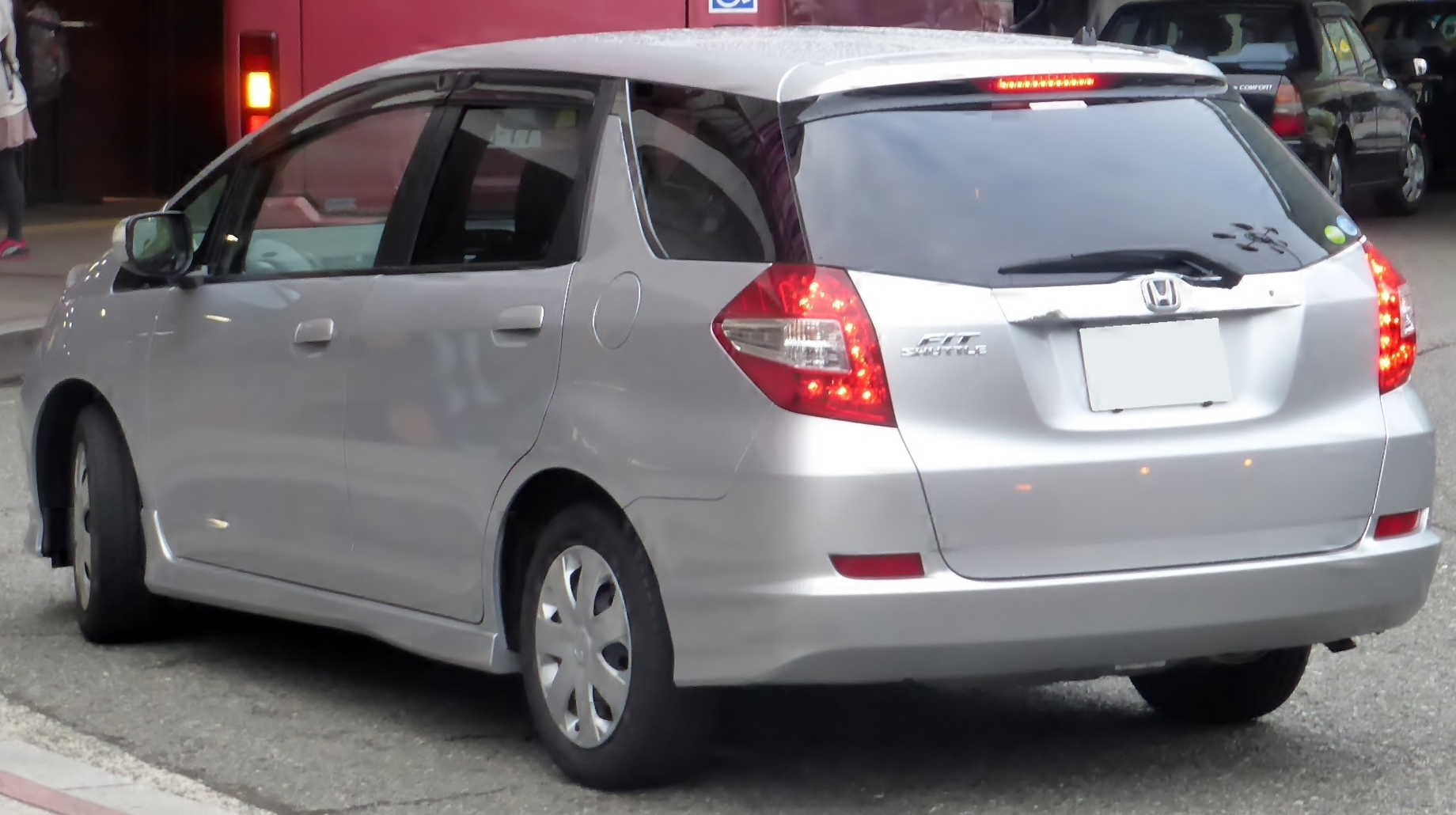
Вид сзади
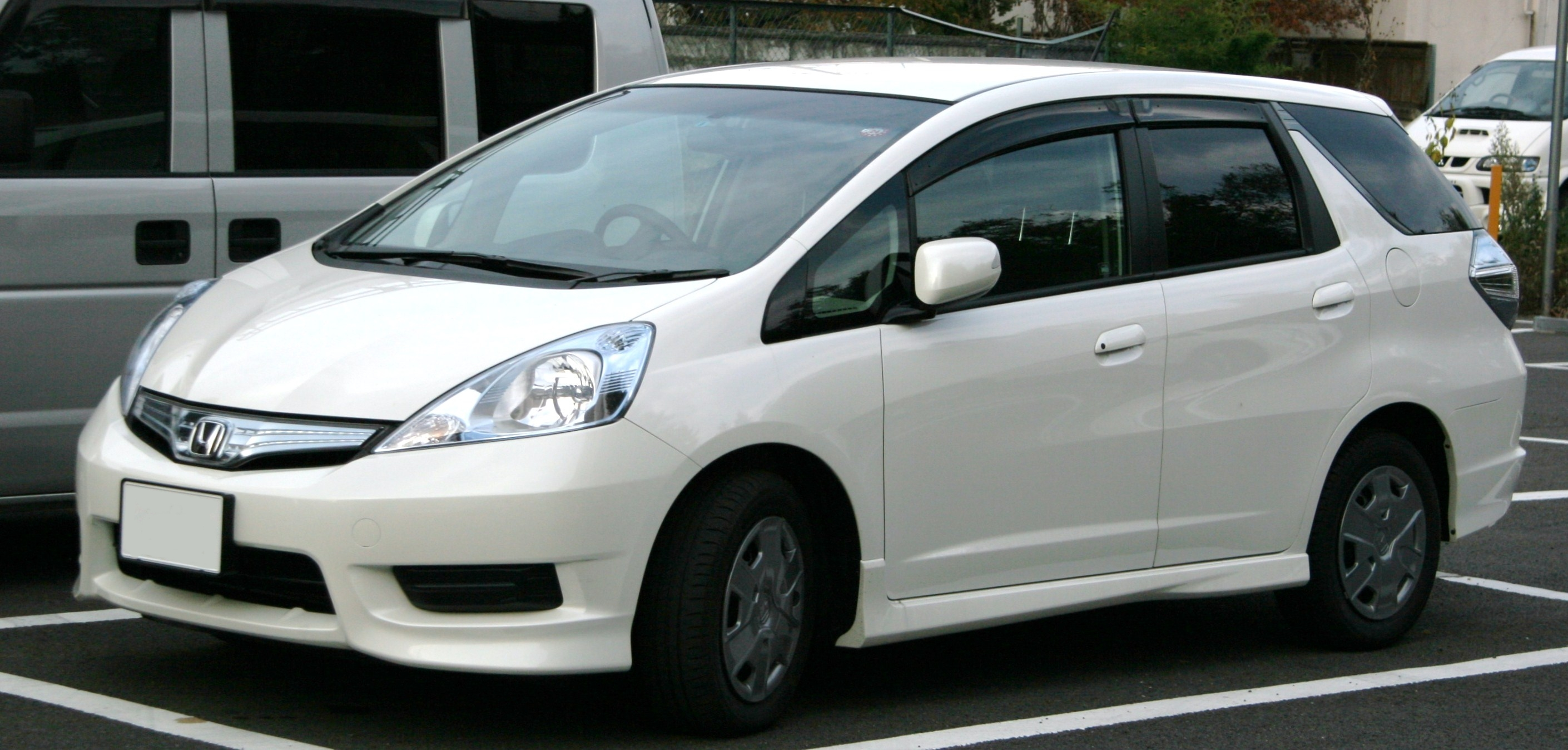
Honda Fit Shuttle Hybrid
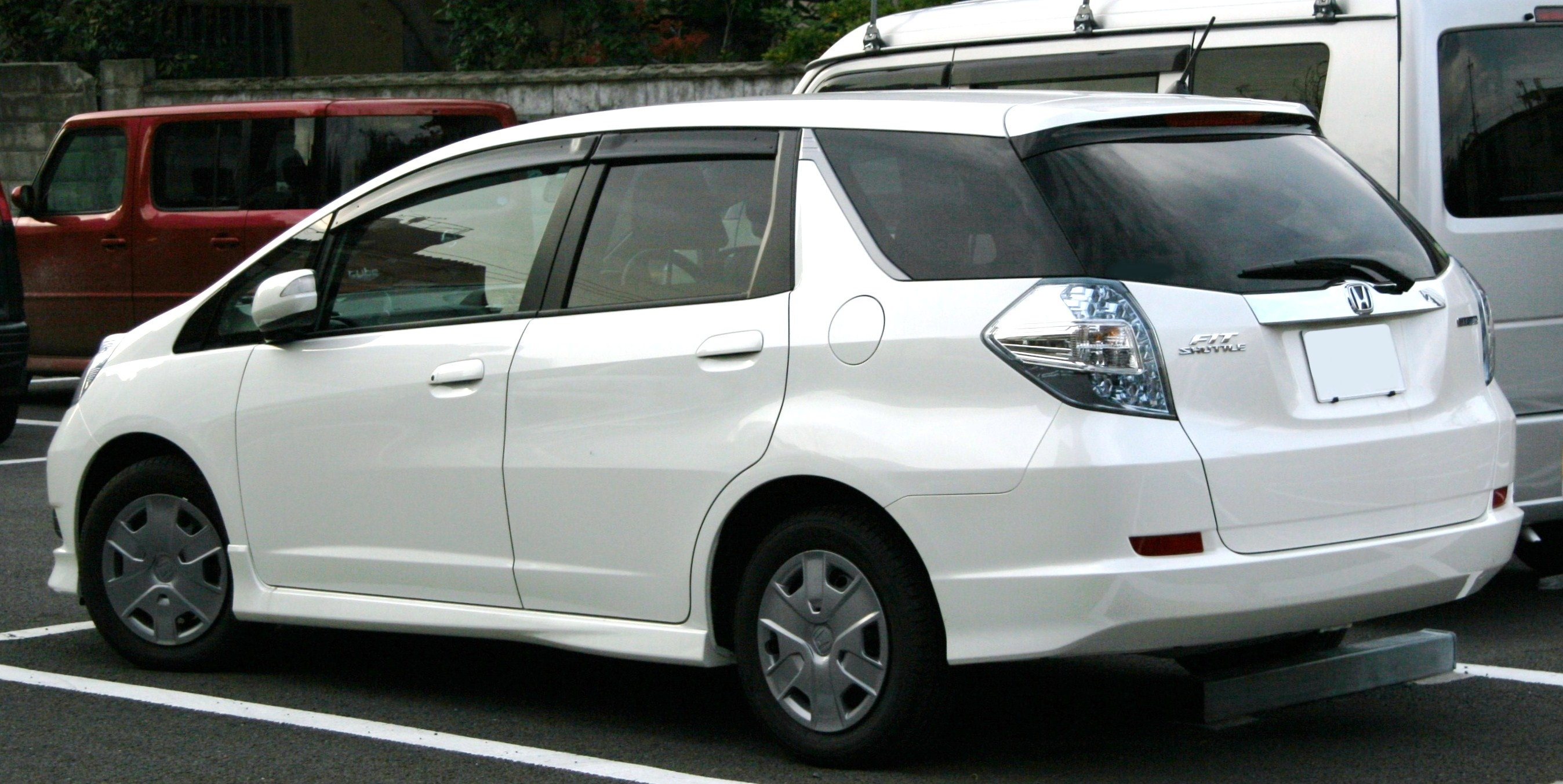
Honda Fit Shuttle Hybrid
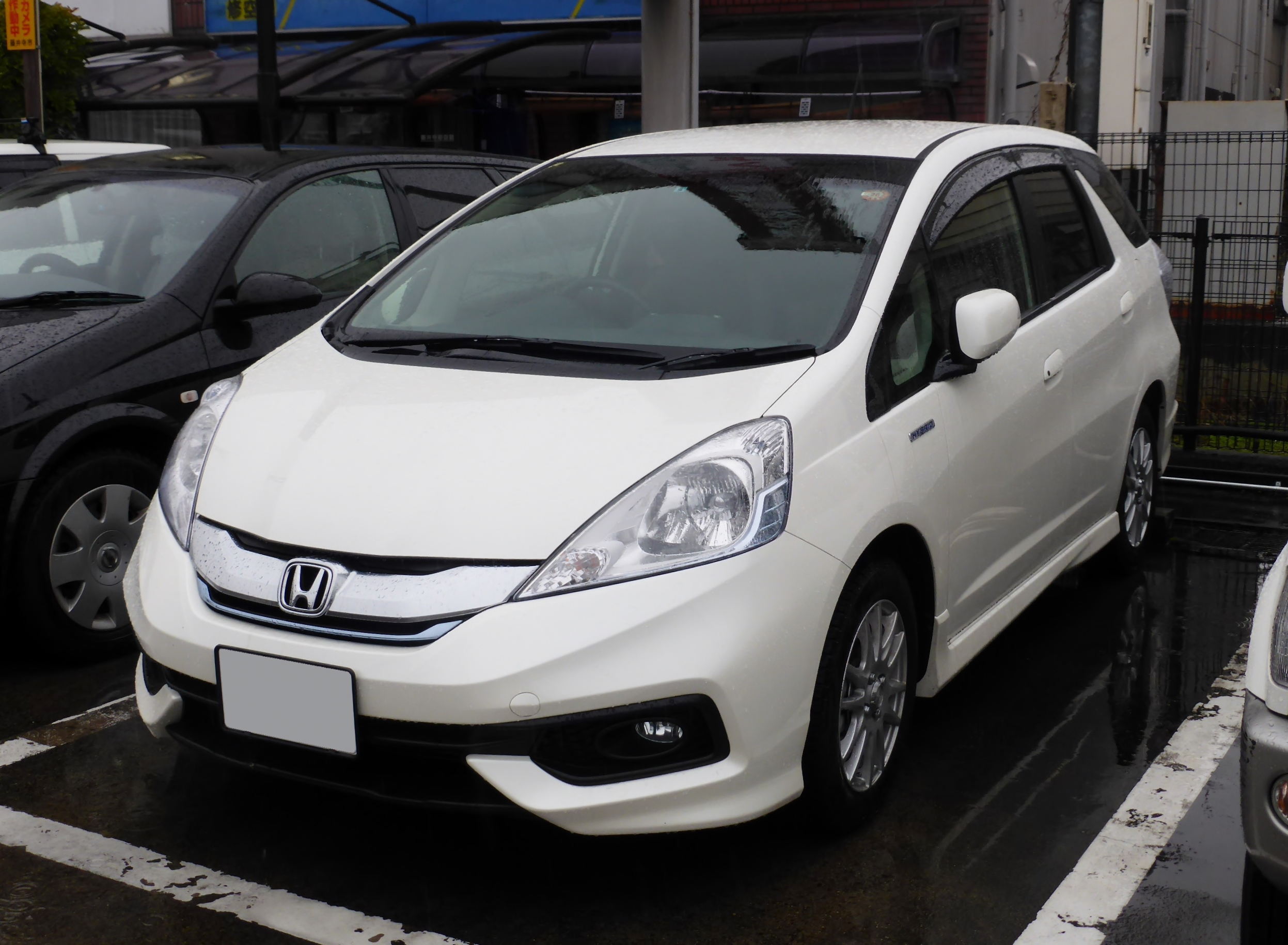
Фейслифтинг передней части
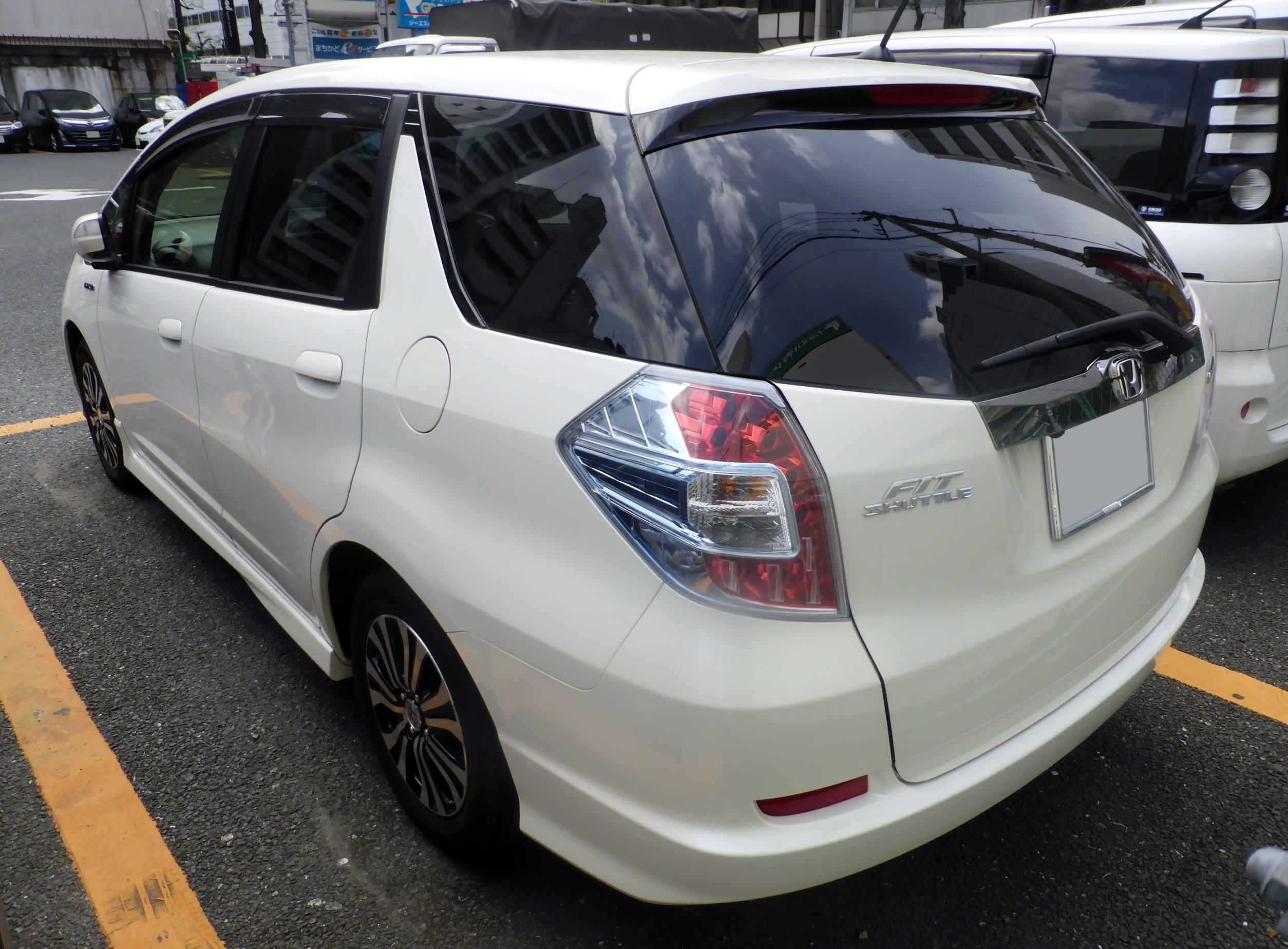
Фейслифтинг задней части

## Второе поколение (GK8/9/GP7/8; 2015—2022)
В отличие от предыдущего поколения, второе поколение называлось Honda Shuttle и по-прежнему выпускалось на базе Honda Fit. Продажи начались 15 мая 2015 года в Японии. Цена составляла от 1990000 иен.
Honda Shuttle оснащается 1,5-литровым бензиновым двигателем DOHC i-VTEC мощностью 97 кВт (130 л. с.) с непосредственным впрыском топлива, который сочетался в паре с бесступенчатой трансмиссией. Также выпускался гибридный автомобиль, оснащённый системой Sport Hybrid i-DCD, 1,5-литровым бензиновым двигателем DOHC i-VTEC с электродвигателем суммарной мощностью 101 кВт (135 л. с.) и семиступенчатой трансмиссией с двумя сцеплениями. Комплектации — G, Hybrid, Hybrid X и Hybrid Z.
Заявленный расход топлива составляет 34 км/л (2,9 л/100 км) в соответствии со стандартом JC08. Также Shuttle впервые предлагался с полным приводом.
10 мая 2019 года Honda Shuttle подвергся рестайлингу, в результате которого задние фонари и бамперы были расположены по направлению к центру двери багажника.

Производство Honda Shuttle завершилось в августе 2022 года, а в ноябре 2022 года были завершены продажи автомобилей.

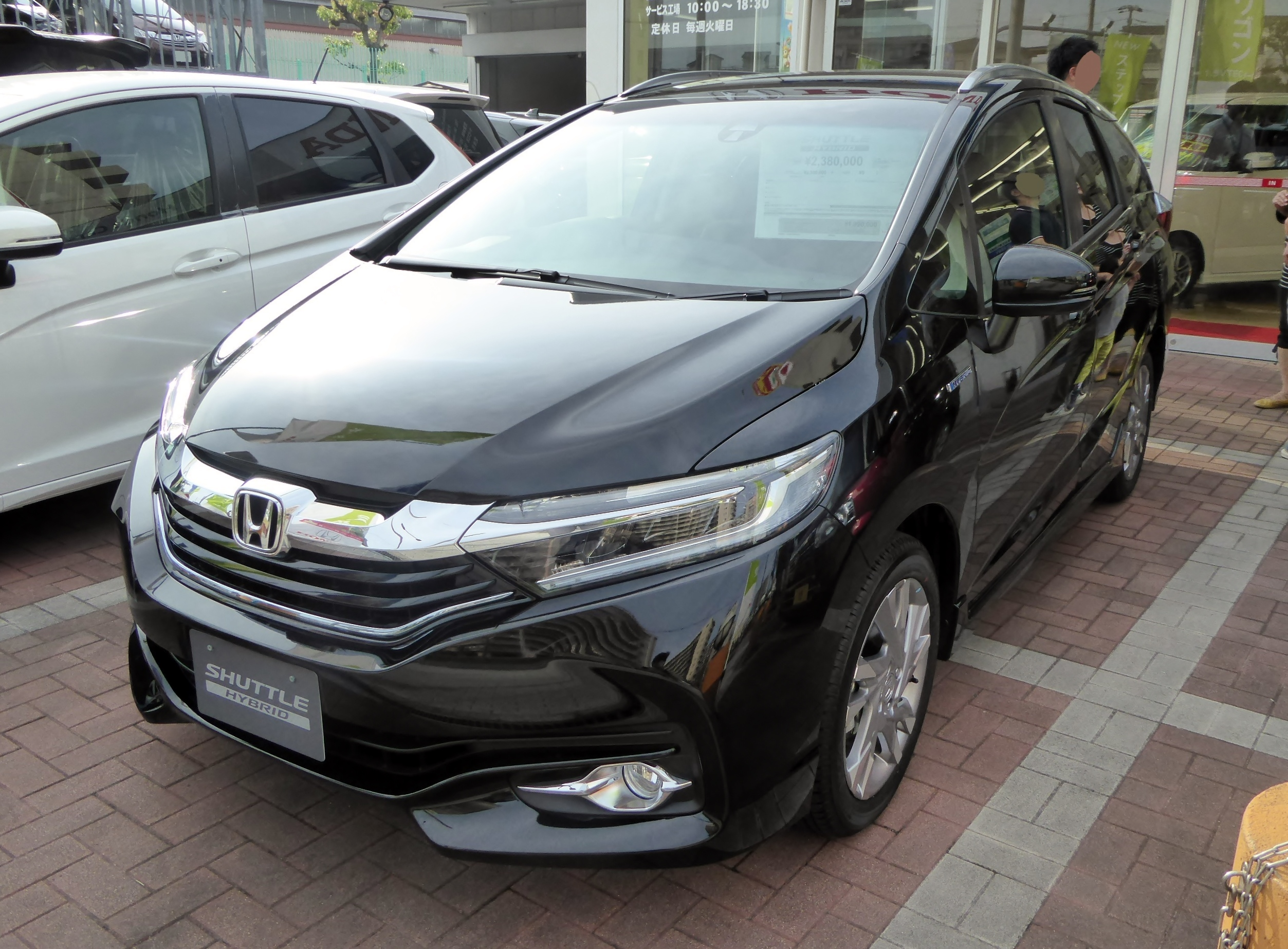
Honda Shuttle Hybrid Z (GP7)
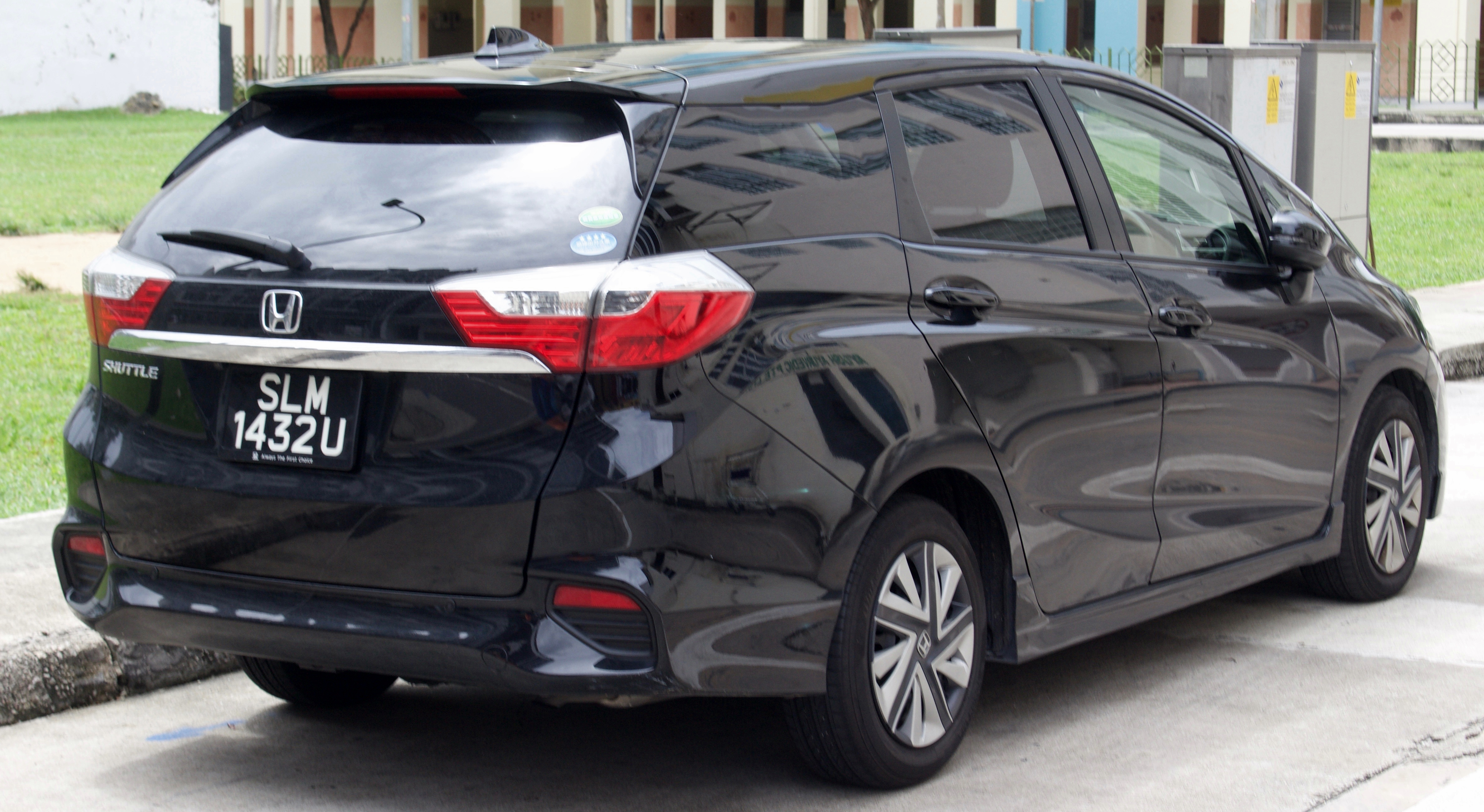
2016 Honda Shuttle (GP7; Сингапур)
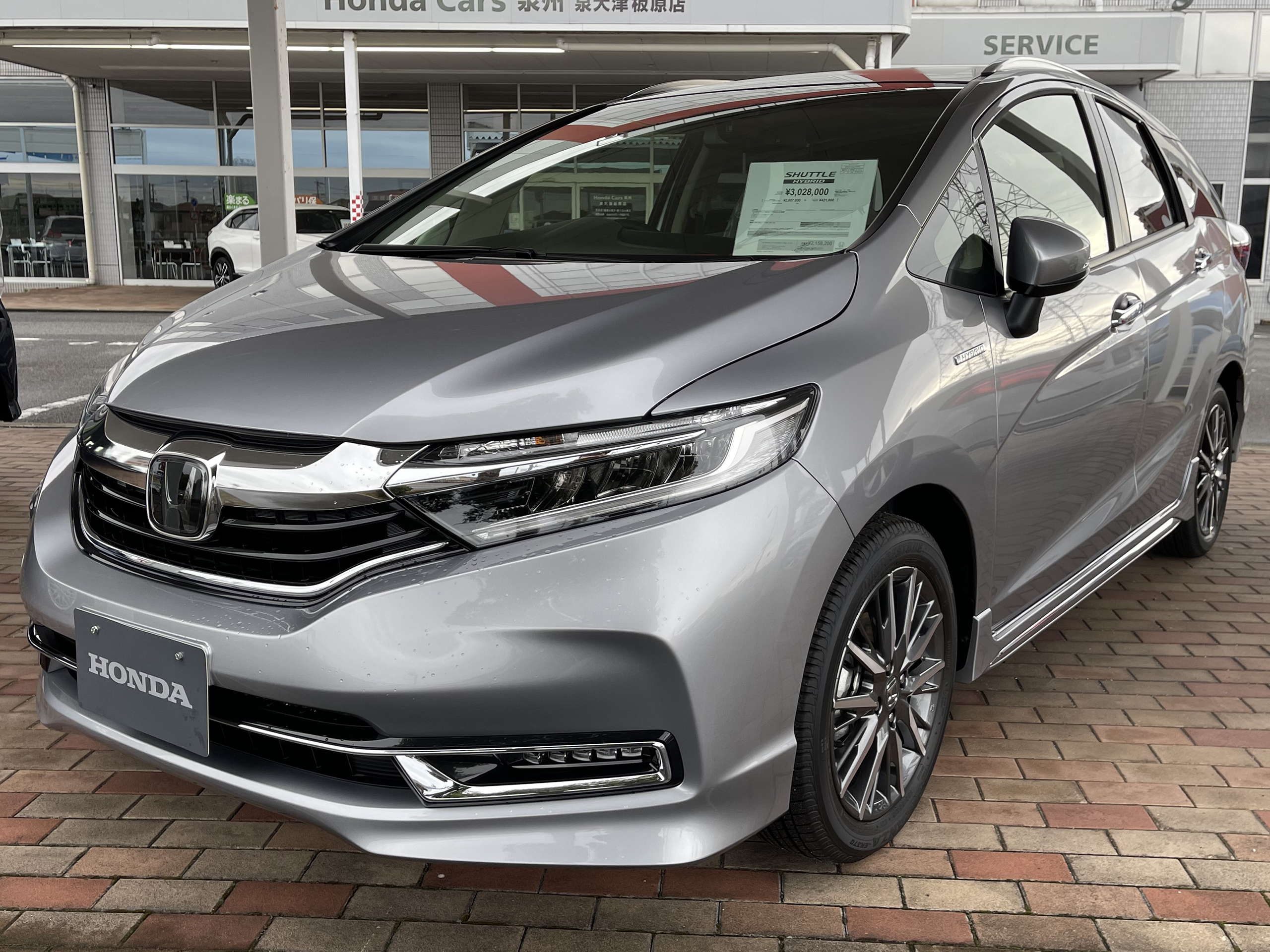
Фейслифтинг передней части
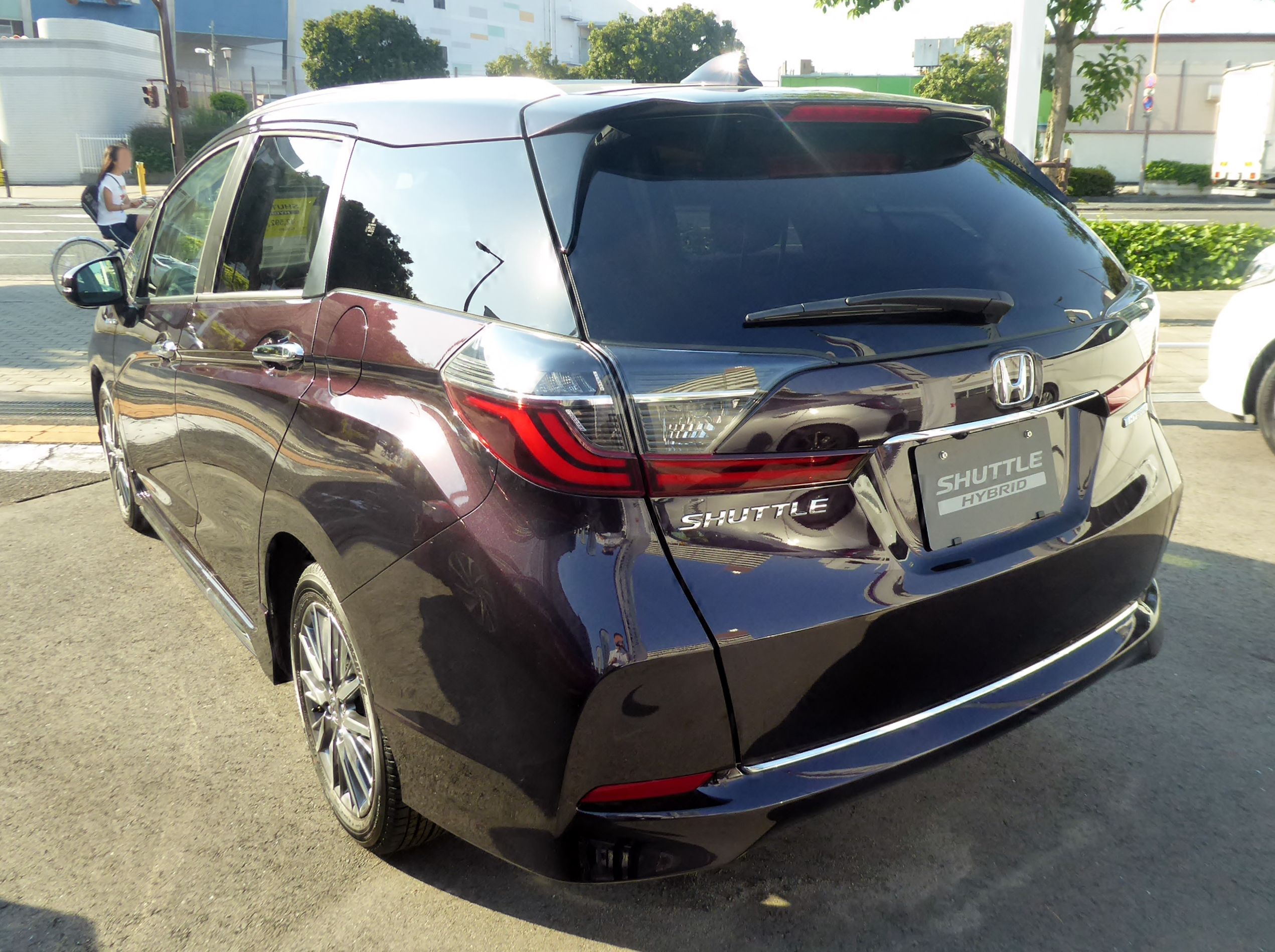
Фейслифтинг задней части

## Продажи
Первоначально в июне 2011 года был установлен ежемесячный целевой показатель продаж Honda Fit Shuttle на уровне 4000 единиц, который был превышен за первые четыре года продаж в шестизначных цифрах, однако в последующие годы продажи снизились.
| Год  | Япония  |
| ---- | ------- |
| 2011 | 207,882 |
| 2012 | 209,276 |
| 2013 | 181,414 |
| 2014 | 202,838 |
| 2015 | 34,992  |
| 2016 | 42,514  |
| 2017 | 28,111  |
| 2018 | 28,789  |
| 2019 | 30,856  |
| 2020 | 16,703  |
| 2021 | 13,636  |
| 2022 | 12,941  |
| 2023 | 742     |